# Maria Teresa I d'Àustria
Maria Teresa I d'Àustria (Viena, Sacre Imperi Romanogermànic 1717 - íd. 1780) fou una arxiduquessa d'Àustria que alhora fou duquessa de Milà, reina d'Hongria i Bohèmia (1740-1780), gran duquessa consort de la Toscana i emperadriu consort del Sacre Imperi Romanogermànic.
Última descendent directa per via masculina dels Habsburg, a partir d'ella, els seus descendents es cognomenaren Habsburg-Lorena.

## Orígens familiars
Va néixer el 13 de maig de 1717 a la capital imperial de Viena i era la filla primogènita de l'emperador Carles VI del Sacre Imperi Romanogermànic i de la princesa Elisabet Cristina de Brunsvic-Wolfenbüttel. Fou neta per línia masculina de l'emperador Leopold I del Sacre Imperi Romanogermànic i de la princesa Elionor del Palatinat-Neuburg. L'any 1713 l'emperador Carles VI, emperador romanogermànic promulgà la Pragmàtica Sanció per la qual reservava la totalitat de les seves possessions per a la seva filla Maria Teresa, anul·lant el Pacte mutu de successió acordat entre els arxiducs Leopold i Carles. D'aquesta manera obviava les filles del seu germà gran, Josep I del Sacre Imperi Romanogermànic, de la successió austríaca.

## Matrimoni
L'elecció de Francesc III de Lorena havia estat llargament meditada per la cancelleria alemanya. Era una elecció que no perjudicava ningú perquè no beneficiava ningú. Malgrat això, Francesc era un petit príncep d'una casa alemanya el territori del qual era extremadament desitjat pel Regne de França ja des de la Política de Reunions practicada per Lluís XIV de França a les darreries del segle xvii.
Per tal d'aconseguir l'aprovació francesa al matrimoni, el Ducat de Lorena, amb capital a Nancy que pertanyia a Francesc, se cedí al noble polonès Estanislau Leszczynski sogre de Lluís XV de França, a canvi Estanislau abandonava la cursa successòria a Polònia i cedia el ducat a la seva mort al seu gendre, el rei francès. França acceptà el matrimoni i la Pragmàtica Sanció del 1713 per la qual Maria Teresa es convertí en hereva universal dels territoris del seu pare. A canvi, el duc de la Lorena rebria els territoris del gran duc de la Toscana, atès que, amb la mort de l'última Mèdici viva, el tron toscà havia quedat vacant, a més a més d'una forta compensació monetària.
Es casà el 12 de febrer de 1736 a la catedral de Viena amb el duc Francesc III de la Lorena, fill del duc Leopold I de Lorena i de la princesa Elisabet Carlota d'Orleans, neta del rei Lluís XIII de França. D'aquesta unió nasqueren setze fills:
- Maria Elisabet (1737-1740)
- Maria Anna (1738-1739)
- Maria Carolina (1740-1741)
- Josep II, emperador romanogermànic (1741-1790). Es casà en primeres núpcies amb la princesa Isabel de Borbó-Parma i en segones núpcies amb la princesa Maria Josepa de Baviera.
- Maria Cristina d'Àustria (1742-1798). Es casà amb el príncep Albert de Saxònia. Esdevingué governadora dels Països Baixos austríacs.
- Maria Elisabet d'Àustria (1743-1808)
- Carles d'Àustria (1745-1761)
- Maria Amàlia d'Àustria, duquessa de Parma (1746-1804). Es casà amb el duc Ferran I de Parma l'any 1769.
- Leopold II, emperador romanogermànic (1747-1792). Es casà amb la infanta Maria Lluïsa d'Espanya. Exercí durant el període 1765 - 1792, el càrrec de Gran duc de Toscana.
- Maria Carolina (1748-1748)
- Maria Joana (1750-1762)
- Maria Jose (1751-1767)
- Maria Carolina, reina de les Dues Sicílies (1751-1814). Es casà amb el rei Ferran I de les Dues Sicílies l'any 1768.
- Ferran III de Mòdena, arxiduc (1752-1819). Es casà amb l'hereva de la Casa dels Este la princesa Maria Beatriu d'Este hereva dels dominis del Ducat de Mòdena, el Principat de Carrara i el Ducat de Massa. L'any 1803 com a compensació per l'annexió napoleònica de Mòdena reberen el principat de Brisgòvia.
- Maria Antonieta d'Àustria (1755-1793). Es casà amb el rei Lluís XVI de França i fou executada a la Plaça de la Bastilla, París, en mans de la República francesa.
- Maximilià d'Àustria, bisbe-elector (1756-1801). Des de 1784 i fins a la seva mort ostentà el càrrec d'elector-bisbe de Colonia un càrrec històricament vinculat a la família dels Habsburg.

### Guerra de Successió Austríaca
Arran de la mort de l'emperador l'any 1740 tan sols el Regne Unit s'havia compromès fermament a prestar suport a Maria Teresa per consolidar-se com a arxiduquessa.
Les dificultats de Maria Teresa per afirmar-se al tron austríac en virtut de la Pragmàtica Sanció del 1713 feren que dos mesos després de la mort de Carles VI, Frederic el Gran envaís i annexionà la major part de la regió de Silèsia en detriment de la Casa d'Àustria, donant pas a la Primera Guerra de Silèsia. Frederic va conduir el seu exèrcit a la victòria de la batalla de Mollwitz en abril de 1741 i va signar una aliança contra Àustria amb França. Carles Albert de Baviera, gendre de l'emperador Josep I va rebutjar la Pragmàtica Sanció i va reclamar els territoris alemanys de la dinastia dels Habsburg, i es va aliar amb França i Espanya contra Àustria pel tractat de Nymphenburg. Una força combinada franco-bavaresa va creuar el Rin el 15 d'agost avançant al llarg del Danubi cap a Viena, capturant Linz el 14 de setembre, i units amb un exèrcit saxó de 20.000 homes, van avançar cap a Praga des de tres punts diferents, trobant inicialment poca resistència. Al cap de poc, els austríacs tenien un exèrcit a Tábor, mentre que Wilhelm Reinhard von Neipperg es va haver de retirar de Silèsia per defensar Viena. Mentre Frederic completava la seva conquesta de Silèsia, Maurici de Saxònia va prendre Praga el 26 de novembre de 1741, permetent que Carles Albert de Baviera fos coronat rei de Bohèmia a Praga el 9 de desembre de 1741.i el 24 de gener de 1742 a proposta del príncep-elector de Colònia, Clement August de Baviera, proclamat emperador del Sacre Imperi Romanogermànic, privant els Habsburg d'un títol electiu que ostentaven ininterrompudament des del segle xiv. Maria Teresa, que havia obtingut el suport econòmic i diplomàtic de la Gran Bretanya va acabar amb Khevenhüller derrotant decisivament un exèrcit franco-bavarès a la batalla de Sankt Pölten, avançant pel Danubi i capturant Linz recuperant Bohèmia i l'Alta Àustria, mentre una segona columna comandada per Johann Bärenklau es movia a través del Tirol prenent Múnic.
Al centre d'Itàlia l'exèrcit aliat de 40.000 espanyols i napolitans amb el propòsit de conquerir el ducat de Milà sota el comandament del duc de Montemar havia avançat cap a Mòdena, i el duc de Mòdena Francesc III d'Este, s'havia aliat amb ells, però el comandant austríac Otto Ferdinand von Traun va capturar Mòdena i obligar el duc a signar la Convenció de Torí per la que el Regne de Sardenya canviava de bàndol, però Frederic va derrotar de nou els austríacs a la batalla de Chotusitz en 1742, signant el Tractat de Berlín i el Tractat de Breslau en 1742, Maria Teresa es veié obligada a lliurar Silèsia a Prússia i va recuperar Praga.
La Guerra de Successió d'Àustria va continuar, i a mesura que Àustria ampliava les seves aliances amb el Tractat de Worms de 1743, Prússia va entrar en una aliança renovada amb els enemics d'Àustria a la Lliga de Frankfurt i es va tornar a unir a la guerra, amb l'esperança d'evitar que una Àustria ressorgida recuperés Silèsia. La Primera Guerra de Silèsia va començar amb una invasió prussiana de la Bohèmia dels Habsburg a mitjans de 1744, i a la mort de Carles Albert de Baviera en 1745 França no va fer cap esforç per bloquejar l'elecció del duc Francesc, que va ser proclamat emperador Francesc I el 13 de setembre. Com a emperador, tenia poc poder veritable, perquè Maria Teresa havia decidit que el seu marit no l'havia de privar mai del control sobirà dels seus dominis hereditaris. Reforçada per aquesta important victòria política, Maria Teresa va continuar els seus intents de recuperar Silèsia, només per ser derrotada una vegada més a la batalla de Soor el 30 de setembre. El 15 de desembre, els prussians van forçar Saxònia a sortir de la guerra amb la victòria a la batalla de Kesselsdorf, que va conduir al Tractat de Dresden el 25.
La guerra mostrà la debilitat de Maria Teresa, que hagué de pagar un alt preu per consolidar-se com a hereva del seu pare. Maria Teresa cedia a Prússia el ducat de Silèsia, que representava el 20% de les riqueses de la casa d'Àustria, a canvi Prússia acceptava Francesc de Lorena com a nou emperador. Maria Teresa cedia a Espanya els ducats italians de Parma, Piacenza i Guastalla, territoris que el rei Ferran VI d'Espanya cedia alhora al seu germà Felip I de Parma. Finalment, Savoia rebria part del ducat de Milà. D'aquesta manera, Prússia, Espanya, Savoia i França acceptaven Maria Teresa com a hereva del seu pare. Aquest acord quedà reflectit en el Tractat d'Aquisgrà de 1748.

### Guerra dels Set Anys

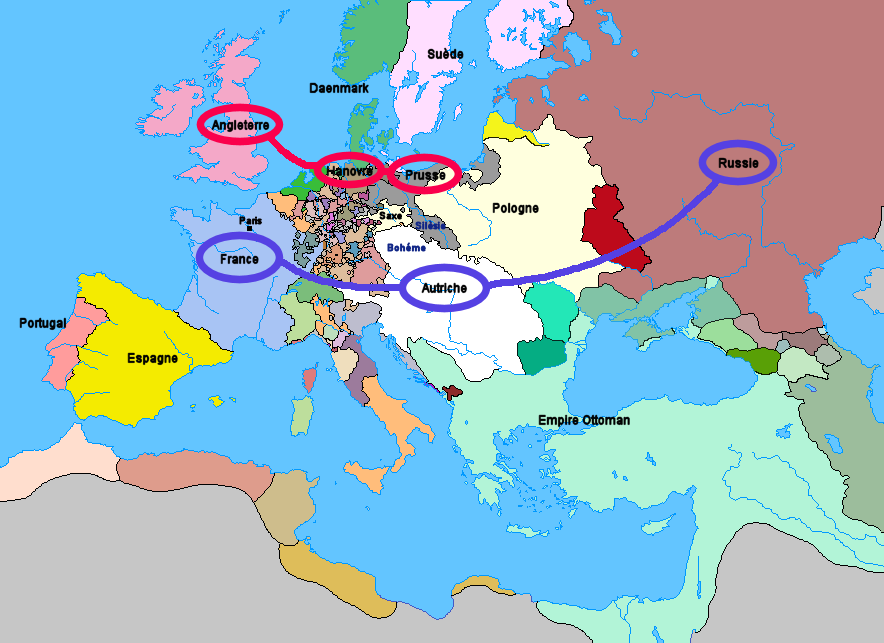
Aliances firmades arrel de la Revolució Diplomàtica

Maria Teresa intentà reconquerir Silèsia a Frederic el Gran, i Lluís XV responent a les captures del Regne de la Gran Bretanya de vaixells comercials francesos, i sol·licita l'ajuda austríaca. Rússia es va aliar amb Àustria tement les aspiracions prussianes sobre la Confederació de Polònia i Lituània. La rivalitat austroprussiana va fer que Frederic el Gran, que havia rebut informes dels enfrontaments a Amèrica del Nord, formés una aliança amb Jordi II del Regne de la Gran Bretanya pel tractat de Westminster el 16 de gener de 1756. Basats en els termes de l'acord, tant Prússia com Gran Bretanya evitarien el pas de qualsevol potència aliena a través d'Alemanya. En resposta, l'Arxiducat d'Àustria i el Regne de França signaren l'1 de maig de 1756 el Tractat de Versalles i consagrada pel matrimoni del futur Lluís XVI de França amb Maria Antonieta, una inversió en el sistema d'aliances europees vigent fins aleshores. degenerant en la Guerra dels Set Anys (1756-63), en què Prússia, aliada amb el Regne Unit i el Regne de Hannover, feu front amb èxit a la coalició constituïda per Àustria, Saxònia, Rússia i França.
El 15 de maig de 1756 la Gran Bretanya declara la guerra a França, i la guerra comença en sòl europeu quan Frederic, anticipant-se a la invasió austrofrancesa de Silèsia, eliminant una amenaça per a Prússia, i podent usar l'exèrcit i el tresor saxons per avançar a Bohèmia, on podria establir quarters d'hivern a costa d'Àustria i envair Moràvia des de Silèsia, apoderar-se de la fortalesa d'Olmütz i avançar cap a Viena per forçar la fi de la guerra. Els exèrcits saxons i austríacs no estaven preparats i les seves forces estaven disperses i Frederic va poder ocupar Dresden fàcilment el 9 de setembre, i després de la batalla de Lobositz de l'1 d'octubre de 1756, Maximilian Ulysses Browne es va retirar per unir-se amb un exèrcit saxó aïllat a la fortalesa de Pirna on va quedar assetjat pels prussians, que van ocupar Saxònia. L'exèrcit saxó es va rendir el 14 d'octubre, i va ser incorporat per la força a l'exèrcit prussià. Saxònia es ret el 15 d'octubre, un dia després d'haver-se rendit l'exèrcit saxó. Tot i això, Saxònia va aconseguir de retardar la campanya prussiana.
Frederic prengué de nou la iniciativa i l'abril de 1757 va envair Bohèmia destrossant un exèrcit austríac el 6 de maig a la Batalla de Praga i va posar setge a la ciutat L'emperadriu Maria Teresa va enviar al mariscal von Daun amb 60.000 homes per salvar la segona ciutat de l'Imperi i Frederic, en inferioritat numèrica va atacar sent derrotat en la batalla de Kolin el 18 de juny i obligat a retirar-se. A la batalla de Rossbach que té lloc el 5 de novembre, Frederic derrota la coalició entre França i el Sacre Imperi i el 5 de desembre la coalició cau derrotada Àustria a la batalla de Leuthen i Breslau caigué el 20 de desembre, i amb ella el control austríac de Silèsia. L'atac a la neutral Saxònia va causar indignació a tot Europa i va provocar l'enfortiment de la coalició antiprussiana Frederic s'havia consolidat com el millor general i les seves tropes com les millors d'Europa. Tanmateix, Frederic va perdre l'oportunitat de destruir completament l'exèrcit austríac a Leuthen que va escapar a Bohèmia. Frederic esperava que les dues victòries aclaparadores portarien Maria Teresa a la taula de pau, però ella estava decidida a no negociar fins que no hagués recuperat Silèsia, i va millorar el comandament dels austríacs després de Leuthen substituint el seu cunyat incompetent, Carles Alexandre de Lorena, pel mariscal von Daun.

### Co-regent
Després de la mort del seu marit Francesc l'any 1765, el seu fill Josep va esdevenir emperador i va ser fet corregent per la seva mare als dominis austríacs. Com a emperador, tenia poc poder veritable, doncs la seva mare havia decidit que ni el seu marit ni el seu fill l'havien de privar mai del control sobirà dels seus dominis hereditaris. Josep, en amenaçar amb renunciar al seu lloc com a corregent, va induir la seva mare a reduir la seva antipatia per la tolerància religiosa.

### Primera partició de Polònia

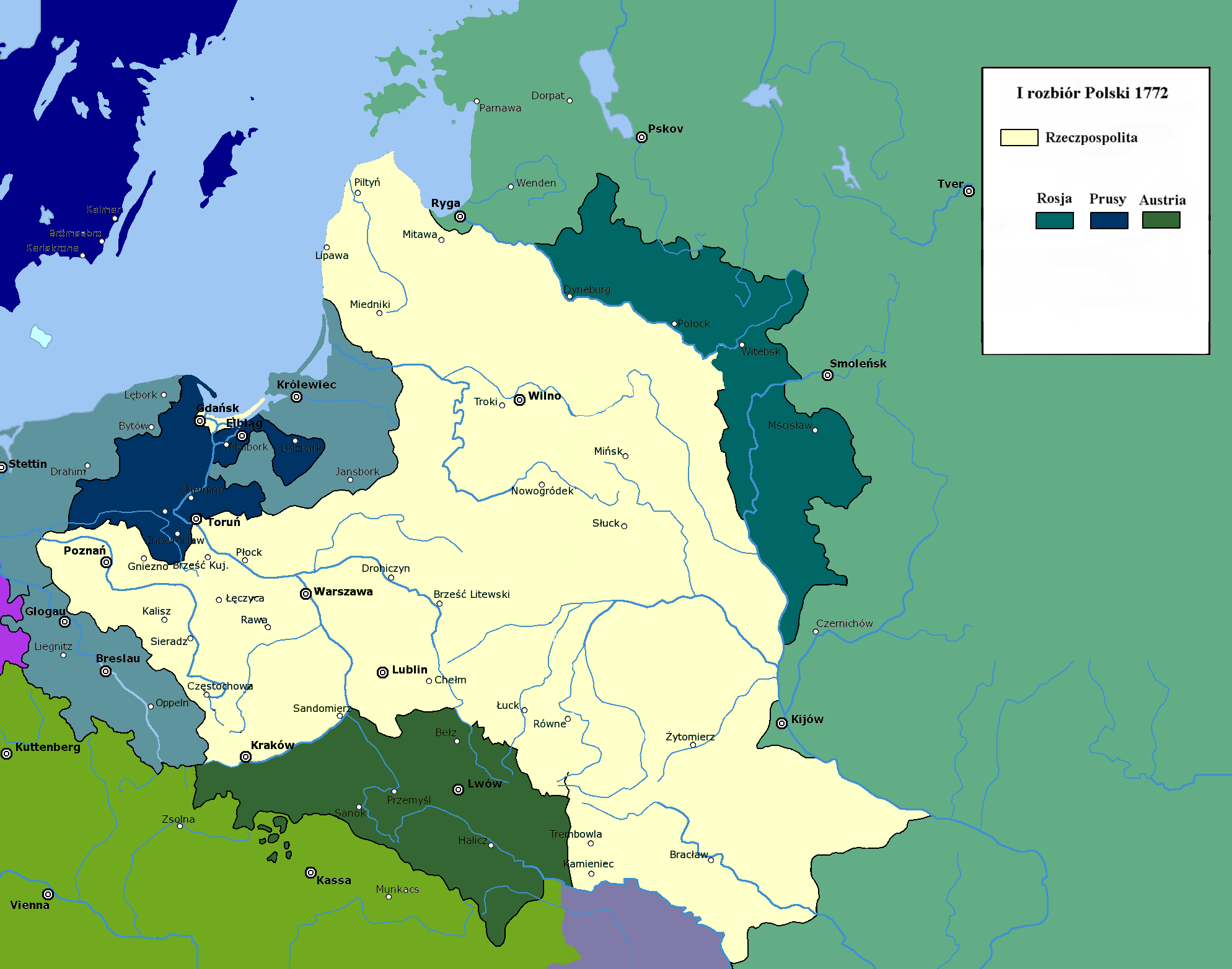
Les terres arrabassades per les tres potències en la partició de Polònia

En 1769 un grup d'aristòcrates polonesos reformistes va fundar la Confederació de Bar per oposar-se al rei Estanislau August Poniatowski i per lluitar contra la influència russa a Polònia; aviat la Confederació de Bar va prendre militarment diverses fortificacions i ciutats desafiant l'autoritat del monarca. Altres grans aristòcrates polonesos es van oposar a la Confederació i van demanar una vegada més suport militar i financer a l'Imperi Rus i Prússia, mentre que els confederats van demanar auxili a Àustria, la qual cosa va donar a aquests països el pretext per a una intervenció militar.
A principis d'agost, els exèrcits dels tres països van envair la confederació, amb l'excusa que la revolta de la Confederació de Bar generava una perillosa inestabilitat a Polònia, i van ocupar els territoris que havien acordat repartir el 22 de setembre de 1772, vencent la resistència militar. El 5 d'agost de 1772 van publicar el manifest sobre l'ocupació, al·legant que buscaven preservar l'autoritat del rei polonès Estanislau August però demandant territoris polonès-lituans a canvi d'això, per sorpresa i espant del país, esgotat per les disputes amb la Confederació de Bar. Les fortaleses de Tyniec i Częstochowa van resistir fins a finals de març de 1773 i Cracòvia va caure el 28 d'abril.
Tot i que Àustria era la menys interessada en la partició, va rebre la major proporció de la població de l'antiga població polonesa i la segona major quota de territori (83,000 km² and 2,650,000 people). A Àustria li van correspondre Zator i Auschwitz (Oświęcim), part de la Petita Polònia amb parts dels comtats de Cracòvia i Sandomierz (amb les riques mines de sal de Bochnia i Wieliczka), i la totalitat de Galítsia, menys la ciutat de Cracòvia.

### Guerra de Successió bavaresa
En 1778, després de la mort sense fills de Maximilià III Josep de Baviera, tropes austríaques van ocupar Baviera, i Frederic, que no acceptava cap maniobra que poguera reforçar el poder i la influència d'Àustria en el sud d'Alemanya i interferir en la seua intenció d'unir Prússia amb els marcgraviats d'Ansbach i Bayreuth, va convèncer el duc Carles de Zweibrücken, següent en la línia de successió bavaresa, i a l'elector de Saxònia Frederic August III, que reclamava una altra part de Baviera, a protestar, i com Àustria es va negar a retirar-se de Baviera, al juliol de 1778, Frederic i el príncep Enric van envair el regne Habsburg de Bohèmia; les forces austríaques a les ordres de Josep II van mantenir les seues posicions al llarg de la frontera entre Silèsia i l'Arxiducat d'Àustria. L'enfrontament va començar amb breus escaramusses, ja que cap de les parts volia arriscar-se a un conflicte obert. Els intents per evitar la guerra es van fer a través de la correspondència personal entre Frederic i Maria Teresa i la mediació de l'Imperi Rus i el Regne de França. A causa de l'actitud hostil de Rússia enfront d'Àustria durant les negociacions, aquest últim país va portar a terme la major part de les concessions en el Tractat de Teschen de 1779, que va posar fi a la guerra. El Tractat establia que Àustria havia de retornar a Baviera tot el territori que havia adquirit en l'últim any, excepte un menut districte en la part oriental del riu Inn; també Àustria havia d'accedir a la futura unió de Prússia amb Ansbach i Bayreuth; i finalment, l'elector de Saxònia rebria una indemnització en diners en canvi dels territoris bavaresos que reclamava.

## Acció de govern
Aconseguida la Pau l'any 1748, Maria Teresa intentà de totes les maneres possibles recuperar el ducat de Silèsia que va perdre en la Guerra de Successió Austríaca. La riquesa natural i industrial de Silèsia havia estat una font importantíssima pel manteniment de la hisenda imperial. Una acció fou la participació austríaca en la Guerra dels Set Anys (1756-1763 en què per primera vegada Àustria i França lluitaven en el mateix bàndol en contra de Prússia i de Frederic II de Prússia. L'aliança entre Maria Teresa I d'Àustria, el rei Lluís XV de França i la tsarina Elisabet de Rússia aconseguí reduir Prússia i es parlà d'importants pèrdues territorials prussianes fins que la mort de la tsarina i l'arribada al tron de Pere III de Rússia provocà la retirada de Rússia del conflicte i la salvació prussiana.

### Reformes
Fins i tot durant la guerra, Maria Teresa va centrar la seva atenció en les reformes internes alimentades per l'esperit del despotisme il·lustrat, unes reformes de gran abast que es van conèixer amb el nom de "reforma de l'estat teresià", planificat per Friedrich Wilhelm von Haugwitz. Les reformes no són a l'estil liberal anglès, sinó que es persegueix la centralització i l'eliminació de privilegis; en definitiva, s'intentà, però no s'aconseguí, la creació de l'estat-nació austríac. Aquest intent anà acompanyat d'una voluntat de germanització de l'imperi molt acusada durant el regnat de Maria Teresa, però també del seu fill l'arxiduc Josep II. A partir de la dècada de 1760 el canceller d'estat Wenzel Anton Kaunitz va tenir un paper cada cop més important, i els principals canvis, proposats per Kaunitz foren la creació d'una escola militar, la centralització en sis ministeris de les cancelleries i corporacions existents, la creació d'un tribunal suprem, i la reforma de l'aparell financer a través de la creació d'una cambra de comptes vinculada al ministeri d'economia. També cal esmentar el científic cameral Joseph von Sonnenfels i el metge Gerard van Swieten com a reformador de la Universitat de Viena.
L'emperadriu va aprendre de les reformes de Prússia amb una administració desvinculada dels estaments, a la reforma militar i a la política educativa. Un tema central de la seva política de reforma era que un aparell estatal central i absolutista havia de substituir les institucions estamentals obsoletes i fragmentades. De fet, la importància dels estaments i el dret de la noblesa a tenir veu en les terres hereditàries es va retrocedir cada cop més durant els seus regnats i es va limitar, en definitiva, essencialment als drets senyorials.
Les reformes van començar en 1742 amb la creació de la casa, la cort i la cancelleria de l'estat com a autoritat amb competències principalment de política exterior i van seguir després del final de la Guerra de Successió austríaca, en part perquè la reforma de les finances de l'estat era especialment urgent atesos els elevats costos de la guerra, motiu pel qual Maria Teresa va anunciar la recaptació d'impostos addicionals per al govern i l'exèrcit, provocant una reorganització fonamental del sistema fiscal austríac, incloent per primer cop a la noblesa i el clergat en l'obligació fiscal. Es va introduir un cadastre general com a base de la tributació, que també era important per a la política financera i econòmica. El 1749 es va fundar el Directorium in publicis et cameralibus, amb poders polítics i financers que abans tenien en els Hofkammer. La Cancelleria de la Cort d'Àustria i Bohèmia es va fusionar a la nova autoritat central, que va centralitzar i enfortir el govern. Per sota de l'autoritat central es van crear òrgans subordinats en una estructura jeràrquica. Per als diferents territoris, tret dels Països Baixos austríacs i Hongria, on les autoritats anteriors establiments van mantenir-se, es van crear autoritats supremes i, per sota d'elles, una organització de districte, que servia de certa protecció als pagesos del despotisme dels terratinents. Les competències del Directorium van continuar augmentant i a partir de 1756 va incorporar la Comissaria General de Guerra. A la llarga, però, la seu es va mostrar massa feixuga, de manera que el 1761 es va tornar a externalitzar la responsabilitat de la gestió financera en la rebatejada Cancelleria de la Cort d'Àustria i Bohèmia. Es va crear un Consell d'Estat sota la influència de Kaunitz que hauria de servir per assessorar els governants, però també podria fer-los peticions. El Consell d'Estat estava format per tres membres del Herrenstand i tres membres del Ritterstand o erudits.

### Abolició de la servitud
Un altre tema en el qual Maria Teresa concentrà part de les seves forces fou l'intent d'abolició de la servitud. A Àustria la servitud ja havia estat anul·lada, però a Bohèmia i molt especialment a Hongria la servitud encara era ben quotidiana entre la pagesia. El 1766 i el 1775 es produeixen revoltes de serfs a Bohèmia que exigeixen l'abolició de la servitud i de la prestació personal, Maria Teresa aconseguirà promulgar decrets en els quals es limità més que considerablement la servitud. En canvi a Hongria les coses foren molt més complicades per l'enorme poder de l'aristocràcia hongaresa i simplement s'augmentà el nombre de terra necessària per tenir un serf la qual cosa feu que moltes petites explotacions haguessin d'alliberar els serfs que tenien.

### Repoblació
Carles VI d'Àustria obtingué de l'Imperi Otomà la regió del Banat serbi amb la Pau de Passarowitz que tancava la Guerra austro-turca (1716-1718). Aquest territori que arribava fins a les portes de Belgrad fou repoblat intensament durant el regnat de Maria Teresa amb pagesos provinents de les regions d'Alsàcia, del Rin o de Westfàlia. L'estat els donava feina i habitatge. Els colons no només van millorar l'agricultura, sinó que a l'Alta Hongria (l'actual Eslovàquia) o a Transsilvània també es van establir indústries mineres eficients. Al banat, la població va passar de 25.000 a 300.000 entre 1711 i 1780.

### Colonització
El 1775, William Bolts va oferir els seus serveis al govern Imperial, mitjançant una proposta per restablir el comerç austríac amb Índia des del port adriàtic de Trieste, que fou aprovada per l'emperadriu, donant lloc a la Companyia Austríaca de les Índies Orientals, que es va dissoldre em 1785 quan la Companyia va suspendre tots els pagaments i poc després va ser declarada en fallida.